# SpeedCommander
SpeedCommander — умовно безкоштовний файловий менеджер, розроблений у Німеччині. Однією з особливостей програми є вбудована підтримка Юнікоду. Також доступні такі можливості:
- Двопанельний багатомовний(англійська та німецька)GUI інтерфейс
- Розширений пошук файлів
- Підтримка великої кількості архівів
- Вбудований FTP-клієнт
- Робота з вкладками каталогів
- Робота з контейнерами файлів (створюється група ярликів, яку можна проглядати в окремій папці)
- Підтримка WFX-плагінів
- Робота з мережевим оточенням
- Підтримка Drag & Drop при роботі з іншими програмами